# Alan Adair
Pour les articles homonymes, voir Adair.
Alan Adair est un acteur britannique né le 9 juin 1923 à Hove, mort à Genève le 23 juin 2010.

## Filmographie

### Cinéma
- 1950 : Casabianca de Georges Péclet
- 1951 : Ma femme est formidable d'André Hunebelle
- 1953 : Madame de... de Max Ophüls
- 1964 : Week-end à Zuydcoote d'Henri Verneuil
- 1966 : Martin soldat de Michel Deville
- 1967 : Je t'aime, je t'aime d'Alain Resnais
- 1972 : Le Silencieux de Claude Pinoteau
- 1973 : Gross Paris de Gilles Grangier
- 1974 : Les Couples du bois de Boulogne de Bernard Legrand et Christian Gion
- 1974 : Un linceul n'a pas de poches de Jean-Pierre Mocky
- 1974 : Bons Baisers de Hong Kong d'Yvan Chiffre
- 1976 : Armaguedon d'Alain Jessua
- 1977 : Le Maestro de Claude Vital
- 1977 : Monsieur Papa de Philippe Monnier
- 1977 : Le Point de mire de Jean-Claude Tramont
- 1980 : La Banquière de Francis Girod
- 1980 : Beau-père de Bertrand Blier
- 1981 : Condorman de Charles Jarrott
- 1982 : Enigma de Jeannot Szwarc
- 1982 : Circulez y'a rien à voir de Patrice Leconte
- 1988 : Ada dans la jungle de Gérard Zingg
- 1988 : Jeux de vilains de Bruno François-Boucher, court métrage produit par Luc Besson
- 1988 : Mangeclous de Moshe Mizrahi

### Télévision
- 1976 : Nick Verlaine ou Comment voler la Tour Eiffel, de Claude Boissol, épisode : Dans l'eau d'une piscine
- 1977 : D'Artagnan amoureux, mini-série de Yannick Andréi : O'Neil
- 1978 : Claudine en ménage d'Édouard Molinaro
- 1978 : Les Brigades du Tigre, épisode Cordialement vôtre de Victor Vicas
- 1979 : Un juge, un flic de Denys de La Patellière, seconde saison (1979), épisode : Parce que...!
- 1980 : La Vie des autres : La Part des ténèbres de Jean-Luc Moreau
- 1981 : Sans famille de Jacques Ertaud : Jonathan Gray, l'avocat engagé par Mme Milligan